# For Whom the Bell Tolls (film)
For Whom the Bell Tolls is een Amerikaanse film in Technicolor uit 1943 onder regie van Sam Wood. De film is gebaseerd op het boek Voor wie de klok luidt van Ernest Hemingway en werd in Nederland ook onder diezelfde titel uitgebracht.

## Verhaal

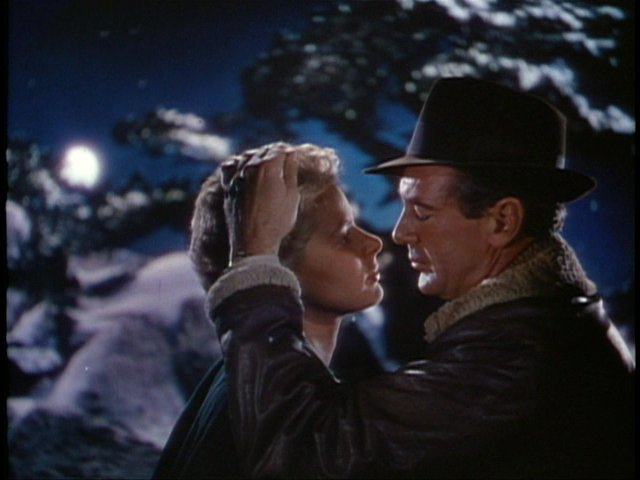
María en Robert

De film speelt zich af in 1937, gedurende de Spaanse Burgeroorlog. Robert Jordan, een voormalig hoogleraar en republikeinse soldaat, raakt gewond tijdens het vluchten van een nationalistische trein die hij zojuist heeft opgeblazen om medesoldaat Kashkin te redden. Hij reist naar Madrid om dit te berichten aan generaal Golz. Daar krijgt hij de opdracht om een brug op te blazen die door de vijand wordt gebruikt bij het vervoeren van wapens.
Robert krijgt drie dagen de tijd om zich voor te bereiden en moet zich verstoppen in de bergen, onder begeleiding van Anselmo. Ze houden zich schuil in een grot die dient als uitkijkpost van vijanden die gebruikmaken van de guerrilla en werken voor Pablo. Robert plaatst een aantal explosieven in de grot en ontmoet niet veel later Pablo, die wordt vergezeld door zijn vrouw Pilar, zigeuner Rafael, Primitivo, Andres en María. Zijn oog valt onmiddellijk op de laatstgenoemde, een Spaanse vluchtelinge die, nadat haar ouders zijn vermoord, lang is gemarteld door de nationalisten.
Robert vraagt Pablo om hulp, maar wordt later door Pilar en María gewaarschuwd dat hij niet te vertrouwen is. De volgende dag vertelt Fernando dat hij een aantal nationalisten heeft horen zeggen dat ze een aanval van de republikeinen op de brug verwachten. Nadat ze ook steun krijgen van de rebelse zigeuner El Sordo, duurt het niet lang voordat Robert en María verliefd op elkaar worden. Die nacht breekt er een sneeuwstorm uit en vrezen ze dat ze gevolgd zijn door nationalisten. Pablo is bevreesd en besluit dronken te worden. Pilar vertelt Robert dat Pablo niet altijd een lafaard was en voor het uitbreken van de oorlog een gerespecteerde held was.
De volgende dag ziet Robert een nationalistische cavalerist en schiet hem dood. Als de andere cavaleristen op de plaats van misdaad arriveren volgt er een schietpartij. Hierdoor is Robert genoodzaakt om zijn aanval te staken. Die nacht groeien Robert en María nog dichter naar elkaar toe en geeft ze toe dat ze verkracht is door nationalisten op de avond dat haar ouders vermoord werden. De volgende ochtend komt Pilar erachter dat Pablo een saboteur is en als hij daarmee wordt geconfronteerd, vertelt Pablo dat hij opzettelijk de aanval heeft laten mislukken zodat ze niet vermoord zouden worden.
Ondertussen heeft Golz eindelijk het bericht gekregen om de aanval op de brug te staken. De vliegtuigen die dit zullen doen zijn echter al vertrokken. Om die reden besluiten Robert en Pablo hun plannen voort te zetten en beginnen een slachtpartij. Hierbij komt Rafael om het leven na het afgaan van een explosief die hij zelf heeft geplaatst in een tanker. Met veel moeite laat Robert de explosieven afgaan die de brug zullen doen instorten. Hierbij wordt ook Anselmo gedood. De bende vlucht vervolgens de bergen in, waar María op hen staat te wachten met een aantal paarden.
Op een gegeven moment valt Robert van zijn paard en breekt zijn been. Hij realiseert zich dat hij iedereen zal ophouden en vertelt de groep verder te gaan zonder hem. María weigert hem te verlaten en blijft aan zijn zijde. Robert overtuigt haar echter verder te gaan door haar ervan te verzekeren dat zijn geest altijd bij haar zal zijn. Eenmaal alleen merkt hij op dat de vijanden steeds dichterbij komen en hij schiet ze een voor een neer, om er zeker van te zijn dat María niet in hun handen terecht zal komen.

## Rolbezetting
| Acteur            | Personage      | Opmerkingen    |
| ----------------- | -------------- | -------------- |
| Gary Cooper       | Robert Jordan  |                |
| Ingrid Bergman    | María          |                |
| Akim Tamiroff     | Pablo          |                |
| Katina Paxinou    | Pilar          |                |
| Joseph Calleia    | El Sordo       |                |
| Arturo de Córdova | Agustín        |                |
| Vladimir Sokoloff | Anselmo        |                |
| Mikhail Rasumny   | Rafael         |                |
| Fortunio Bonanova | Fernando       |                |
| Eric Feldary      | Andrés         |                |
| Victor Varconi    | Primitivo      |                |
| Yvonne De Carlo   | Meisje in café | Ongenoemde rol |

## Achtergrond

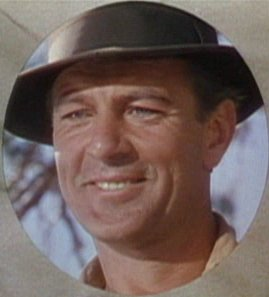
Gary Cooper als Robert Jordan

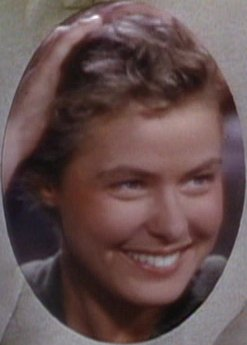
Ingrid Bergman als María

Het gelijknamige boek uit 1940 van Ernest Hemingway werd een enorm succes. Om die reden kostte het Paramount Pictures dan ook een groot bedrag om de filmrechten te kopen. Aanvankelijk was er een overeenkomst om de rechten te kopen voor 115.000 dollar, maar dit werd na het enorm succes van het boek verhoogd naar 150.000 dollar. De studio wist niet hoe het overweg moest gaan met de politieke en seksuele elementen en had na een lange tijd nog steeds geen regisseur aangewezen.
Al in oktober 1940 waren er plannen om het boek te verfilmen, met Cecil B. DeMille als regisseur. Hij verliet de film echter voor een ander filmproject. Al vanaf begins af aan raadde Hemingway de studio aan om Gary Cooper en Ingrid Bergman de hoofdrollen te geven, omdat hij de acteurs ook in hoofd had bij het schrijven van het boek. In juni 1941 werd aangekondigd dat Sam Wood de film zou regisseren. Wood vertelde dat hij graag Cooper wilde regisseren en in ruil daarvoor ook de regietaak van The Pride of the Yankees (1942) op zich zou nemen. Omdat Cooper nog niet gekozen was voor For Whom the Bell Tolls, zag regisseur Howard Hawks ook nog de kans om de film te regisseren.
In november 1941 kreeg Hawks zijn zin. Hij wilde alleen meewerken als Cooper de hoofdrol zou spelen en Hemingway zelf het scenario schreef. Hij realiseerde zich al snel dat Hemingway dit nooit zou doen en trok zich daarom al vrij snel terug. MacDonald Carey werd kort overwogen voor de mannelijke hoofdrol, maar deze ging uiteindelijk toch naar Cooper, met Wood als regisseur. Voor de rol van María deden verscheidene actrices campagne en werden er ook vele overwogen. Al in kerstmis 1941 had Bergman haar zinnen gezet op de rol. Ze kreeg echter, tegen haar zin, een rol in Casablanca (1942), waardoor het er lang op leek dat ze niet de tijd zou hebben om ook de rol van María te vertolken.
Een ander actrice die veel moeite deed om de vrouwelijke hoofdrol te krijgen, was Luise Rainer. Uiteindelijk werden Paulette Goddard, Susan Hayward, Pola Negri, Annabella, Fay McKenzie, Cecilia Callejo, Madeleine LeBeau, Barbara Britton, Esther Fernández, Tatiana Graslich en Betty Field overwogen voor diezelfde rol. Actrices Ethel Barrymore, Flora Robson, Alla Nazimova en Blanche Yurka kwamen in aamerking voor de rol van Pilar en Humphrey Bogart, Edward G. Robinson, Lee J. Cobb, Albert Dekker, J. Carroll Naish, Fritz Kortner en Fortunio Bonanova waren kandidaten voor de rol van Pablo. Op een gegeven moment kreeg Vera Zorina de rol van María, maar werd na twee weken vervangen door Bergman.
Bergman was razend enthousiast toen ze in augustus 1942 tot de ontdekking kwam dat ze toch María mocht spelen. Ze werkte toentertijd voor een andere studio en werd door David O. Selznick uitgeleend voor een bedrag van 90.000 dollar. Aanvankelijk wilde Selznick zelf het boek verfilmen, maar legde uit dat hij na het filmen van Gone with the Wind (1939) en Rebecca (1940) 'te uitgeput' was om dit daadwerkelijk te doen. De eerste opnames werden al in november 1941 gemaakt. Er was door de Tweede Wereldoorlog veel oponthoud. Zo werden enkele scènes vertraagd door de aanval op Pearl Harbor. De vijanden waren aanvankelijk fascisten, maar door de oorlog moest dit veranderd worden in nationalisten. Onmiddellijk na de laatste draaidag van Casablanca stortte Bergman zich op het project en reed al de volgende dag 500 mijl om aanwezig te zijn op de filmset.
Voor de rol was Bergman gedwongen haar haar te knippen. Het resultaat was iets wat uiteindelijk het hele land zou verbazen. De film werd een enorm succes en bracht meer geld op dan welke film dan ook uitgebracht in 1943. Desondanks kreeg het de kritiek dat de film een van de belangrijkste elementen van het boek had weggelaten: politiek. De film werd genomineerd voor negen Oscars, maar slechts één daarvan werd verzilverd. For Whom the Bell Tolls mocht ook twee Golden Globes in de wacht slepen.

## Prijzen en nominaties
| Jaar | Prijs          | Categorie                   | Genomineerde(n)                               | Uitslag     |
| ---- | -------------- | --------------------------- | --------------------------------------------- | ----------- |
| 1944 | Academy Awards | Beste Vrouwelijke Bijrol    | Katina Paxinou                                | Gewonnen    |
| 1944 | Academy Awards | Beste Film                  | For Whom the Bell Tolls                       | Genomineerd |
| 1944 | Academy Awards | Beste Acteur                | Gary Cooper                                   | Genomineerd |
| 1944 | Academy Awards | Beste Actrice               | Ingrid Bergman                                | Genomineerd |
| 1944 | Academy Awards | Beste Mannelijke Bijrol     | Akim Tamiroff                                 | Genomineerd |
| 1944 | Academy Awards | Beste Camerawerk            | Ray Rennahan                                  | Genomineerd |
| 1944 | Academy Awards | Beste Originele Muziek      | Victor Young                                  | Genomineerd |
| 1944 | Academy Awards | Beste Montage               | Sherman Todd, John F. Link sr.                | Genomineerd |
| 1944 | Academy Awards | Beste Art Direction (kleur) | Hans Dreier, Haldane Douglas, Bertram Granger | Genomineerd |
| 1944 | Golden Globes  | Beste Vrouwelijke Bijrol    | Katina Paxinou                                | Gewonnen    |
| 1944 | Golden Globes  | Beste Mannelijke Bijrol     | Akim Tamiroff                                 | Gewonnen    |